# Bofors 40 mm L/60
Ne doit pas être confondu avec Bofors 40 mm L/70.
Le 40 mm Bofors L/60 est un canon antiaérien conçu par l’armurier suédois Bofors au début des années 1930. Il a été conçu comme un canon intermédiaire polyvalent. Sa version initiale était baptisée 40L60, car le tube a une longueur théorique égale à 60 fois le calibre. Il fut fabriqué en Suède par la société Bofors elle-même, mais également sous licence dans de nombreux autres pays. Il gagnera un statut prestigieux grâce à son efficacité et son grand succès lors de la défense londonienne de la bataille d'Angleterre.
Il entre sur le marché d'exportation vers 1932 et était en service dans 18 pays en 1939, à l'entrée de la Seconde Guerre mondiale². Une grande partie des nations impliquées dans la Seconde Guerre mondiale l'ont utilisé sous des versions différentes. Dans l'après-guerre, le modèle est adapté en L/70, mais le modèle L/60 a longtemps continué d'être utilisé en raison du nombre massif de canons excédentaires. Certains seront utilisés jusqu'à la guerre du Golfe et de Yougoslavie. De nombreuses versions sont toujours en service dans les années 2020.

## Conception
En 1928, la marine suédoise signait un contrat avec la société Bofors afin d'améliorer les canons antiaériens sur base des modèles Vickers de calibre 40 mm dont elle était alors équipée. À l’été 1930, après plusieurs modèles d'essai, Bofors atteint une cadence de tir acceptable et commence à élaborer un prototype.
Il est à noter qu'au cours de cette période, l'entreprise allemande Krupp achète un tiers des actions de Bofors et met à jour les usines. Toutefois, le projet du 40 mm aurait été gardé secret.
Le prototype, achevé en novembre 1931, tirait des salves de deux et trois coups. En fin d'année, il atteignait les 130 coups par minute. La première version commandée par la marine suédoise était destinée à être utilisée sur des sous-marins car le gros calibre permettait au canon d'être utilisé à la fois comme canon antiaérien et contre des navires plus petits.
Les premières commandes pour les versions terrestres datent d'août 1935 pour l'armée belge ; suivent ensuite la Pologne, la Norvège et la Finlande.

## Historique

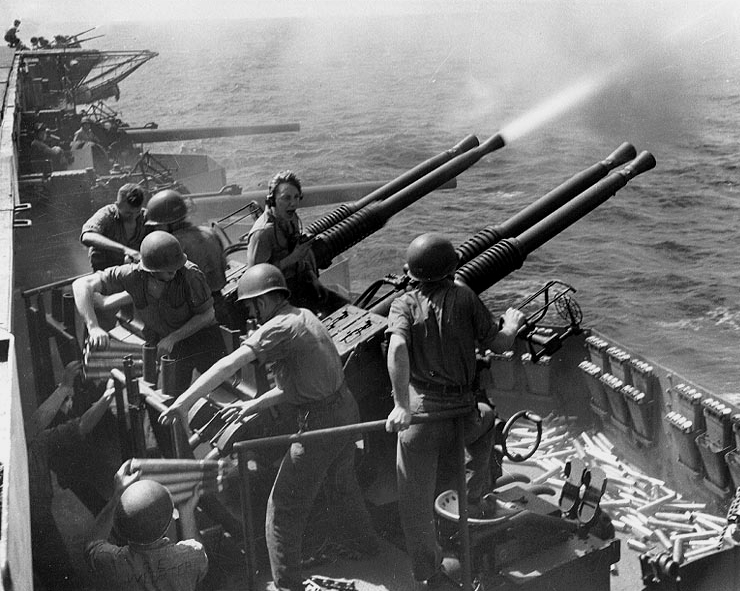
Affut quadruple MK 12 de Bofors sur le porte-avions (lors d'un exercice vers février 1945).

Le Bofors 40 mm fut utilisé sur presque tous les navires britanniques et américains de 1943 à 1945. Équipé du nouveau système de visée Mark 51, il devint une arme redoutée, à laquelle ont été attribués la moitié des appareils japonais abattus entre le 1er octobre 1944 et le 1er février 1945.
Un canon construit aux États-Unis coûte environ 10 000 dollars américains en 1950.
En France, où le Bofors 40 mm avait été adopté en 1939, la version 40 AA 39/55 était encore en service dans les régiments d'artillerie « sol-air » de l'Armée française dans les années 1960, en particulier au 7e groupe d’artillerie antiaérienne de marine (7e GAAMa) à Colmar, devenu le 57e régiment d'artillerie le 1er novembre 1970, ou le 24e régiment d'artillerie à Reutlingen et Tübingen en R.F.A. jusque dans les années 1980 avant d'y être remplacé par le Canon Mitrailleur de 20 mm sur affût tracté antiaérien 53 T1 - F1, fabriqué par GIAT Industries.
Dans la Marine française, ce canon équipait les patrouilleurs de la classe P400, dont le dernier sera désarmé en 2022[réf. nécessaire].

## Caractéristiques
Le Bofors de calibre 40 mm est d'origine suédoise.

### Portée utile
- en antiaérien : 3 800 m par autodestruction de l'obus ;
- en antipersonnel : 3 000 m ;
- en antichar : 1 000 m ;
- portée maximale supérieure à 7 000 m.

### Masse de l'obus antiaérien
0,890 kg pour 68 g d'explosif. Le coup complet (douille, obus et charge propulsive) a une masse de 2,12 kg.
Généralement, quatre coups sont réunis sur une lame-chargeur, pour être introduits facilement à la main dans la trémie située sur la face supérieure de la pièce. La trémie peut recevoir deux lames, soit huit coups, qui seront tirés en quatre secondes. Sur la plateforme tournante de la pièce, une étagère peut contenir sept lames supplémentaires (28 coups, soit quatorze secondes de tir), que le servant pourvoyeur pourra amener successivement dans la trémie pendant le tir. Un servant au sol peut introduire de l'extérieur de nouvelles lames dans l'étagère de la plate-forme si nécessaire.

### Vitesse initiale
850 m/s à la sortie du tube.

### Cadence de tir
120 coups par minute.
Au moins pour le modèle encore en service dans l'armée de terre française dans les années 1970, chaque pièce avait deux tubes : un en place sur la pièce, l'autre en réserve dans une caisse. Le tube est assemblé sur la pièce par un filetage interrompu, permettant son démontage par rotation d'un sixième de tour : ceci permettait, après démontage, de laisser refroidir le tube utilisé tout en conservant la pièce en service avec le second tube remonté en place. L'opération de changement de tube nécessitait au moins trois servants et pouvait être faite en environ 30 secondes par une équipe bien entraînée ; en école à feu, le changement de tube se faisait tous les 80 coups.
Outre l'obus anti-aérien, il existait un autre obus explosif pour usage antichar et un obus d'exercice non explosif (surnommé « boulet »).